# Christophe Chassol
Christophe Chassol, nome d'arte Chassol (Issy-les-Moulineaux, 1976), è un pianista e compositore francese.
Si è formato al Conservatorio di Parigi e al Berklee College of Music di Boston.
Collabora con molti artisti della scena musicale internazionale come Frank Ocean, Solange, Sébastien Tellier, Phoenix e con artisti contemporanei come Sophie Calle o Xavier Veilhan. Ha composto dapprima per il cinema, la televisione e la pubblicità, prima di sviluppare un metodo compositivo singolare, che ha chiamato Ultrascore.

## Biografia
Di origine martinicana, Christophe Chassol è entrato al conservatorio di musica all'età di quattro anni.
Ha ottenuto una borsa di studio al Berklee College of Music di Boston, dove si è laureato nel 2002. Nei successivi quindici anni ha composto per il cinema, la televisione e la pubblicità. Ha lavorato tra gli altri con i Phoenix, Sébastien Tellier nel suo album Politics, Acid Washed, Keren Ann ed altri.
I suoi genitori sono morti nell'incidente aereo del Volo West Caribbean Airways 708.
Nel 2011, Chassol ha presentato una performance al pianoforte/tastiera con il batterista Lawrence Clais, sulle immagini del suo primo film NOLA Chérie, film commissionato dal New Orleans Museum of Art. Firmato con Tricatel, NOLA Chérie viene pubblicato nell'album X-Pianos, una raccolta di trentatré brani pubblicati dall'etichetta su DVD/CD.
Dopo aver composto ispirandosi a New Orleans, Chassol ha pubblicato l'album Indiamore, nel 2013. Nel film, girato a Calcutta e Benares nel luglio 2012, mescola le sue armonizzazioni di suoni, immagini e musica tradizionale con suite di accordi pop e jazz. Iniziò quindi una serie di concerti accompagnato dal batterista Jamire Williams.
Chassol ha vinto la selezione FAIR e il Premio Deezer Adami nel 2014.
Nel 2015 ha pubblicato l'album Big Sun, un tributo alla Martinica in cui ha continuato il suo progetto di armonizzare i rumori e i suoni della strada in un genere che ha chiamato ultrascore. Ha quindi avviato un tour internazionale, accompagnato dal batterista Mathieu Edward. Il tour ha toccato quattro continenti.
Nel 2016 ha partecipato alla composizione dell'album Endless di Frank Ocean.. Partecipa al Romaeuropa Festival, dove tornerà nel 2019.
Dal 2017 conduce una rubrica settimanale su France Musique, nella quale analizza un brano di musica moderna o contemporanea.
Sempre nel 2017 ha collaborato con l'artista Xavier Veilhan nell'ambito di Studio Venezia nel padiglione francese della Esposizione internazionale d'arte di Venezia.
Nel 2019 ha partecipato all'album When I Get Home di Solange.
Nel 2020 è uscito il suo nuovo album Ludi, un nuovo progetto Ultrascore ispirato al romanzo Il giuoco delle perle di vetro di Hermann Hesse.

## Discografia

### Album in studio
- 2012 – X-pianos
- 2013 – Indiamore
- 2015– Big Sun
- 2020 – Ludi

### Raccolte
- 2013 – Ultrascores
- 2016 – Ultrascores II

### Collaborazioni
- 1996: Supernova, 2tempi Music
- 1998: Beloved, Supernova & Strings, 2tempi Music
- 2000: Kraft, Institut COBRA, 2tempi Music
- 2001: Institut COBRA Live!, album del concerto a New Morning, 2tempi Music
- 2002: Mind Food, Philippe Cohen-Solal et Gotan Project - arrangiamenti strumenti a corda
- 2003: Politics, Sébastien Tellier - arrangiamenti
- 2003: xxie siècle album de Dashaa, 2tempi Music
- 2005: StudioGames, 6 mini-album per piano e macchine
- 2007: Alcools, 2tempi Music
- 2007: Works 2tempi Mmusic
- 2008: Avtosamples, 2tempi Music
- 2016: Endless, Frank Ocean - composizione
- 2018: Le feu au lac, Bonnie Banane, l'Entreprise
- 2019: When I get home, Solange Knowles - coproduzione e composizione

## Altri lavori

### Composizioni / Video / Esposizioni
- 2005: Résidence au 18th Street Arts Center de Los Angeles - composizioni, espositione, performance.
- 2007: Biennale de Venise (Sophie Calle, Prenez soin de vous) - composizioni
- 2007: Boris & les Sortilèges, vidéo dʼaprès Vanishing Point de Xavier Veilhan - concept, realizzazione, composizione
- 2007 - 2008: Ultrascores, vidéos -concept, realizzazione, composizione
- 2009: NOLA Chérie, ultrascores, Warm Re-Synch, esposizione al Centro d'arte contemporanea di Nouvelle-Orléans
- 2009: Peter Klasen Photoplay, ultrascore e performance al LAAC Dunkerque
- 2010: Animal Conducteur, film
- 2010: Salut Maria!, video-installazione a l'Angélus (Barbizon)
- 2010: Noise Hanoï, composizione e performance di ballo allʼopera dʼHanoï
- 2010: Chanel Pouchine, composizione della musica per lʼesposizione di Chanelau, Museo d'arte moderna di Shangaï
- 2011: Creuser dans la langue une langue étrangère, esposizione video ultrascore (Galerie Léoni - Paris)
- 2016: Six Pianos, reinterpretazione dell'œuvre di Steve Reich alla Filarmonica di Parigi.
- 2017: A crack in everything, esposizione di Leonard Cohen, installazione Ultrascore - MAC di Montréal
- 2017: Studio Venezia de l'artiste Xavier Veilhan - Padiglione francese alla Mostra internazionale d'arte contemporanea di Venezia.
- 2019: A crack in everything, esposizione di Leonard Cohen, Installazione Ultrascore - Museo ebreo di New York

### Musiche per film e televisione
- 2001: Anywhere Out of This World, film – composizione
- 2002: Gaumont, colonna sonora, logo - composizione
- 2003: Chaines câblées TPS,  musical - composizione, direzione d'orchestra
- 2003: Touché par la grâce, film - composizione
- 2003: Mauvais Esprit, film di Patrick Alessandrin - composizione, arrangiamenti
- 2004: Et dans le ciel un papillon, film - composizione
- 2004: Mateo Falcone, court métrage d'Olivier Volpi - composizione
- 2004: Narco, film di Tristan Aurouet et Gilles Lellouche - arrangiamenti - direzione d'orchestra
- 2004: Le Plus Beau Jour de ma vie, lungo metraggio di Julie Lipinski - composizione, arrangiamenti, direzione d'orchestra
- 2005: Clara Sheller, serie televisiva 6 x 52 min. (France 2)
- 2006: Homicides, serie televisiva 6 x 52 min. (France 2) - composition
- 2006: Everytime I Breathe Out, Youʼre Breathing In, film di Alex Jablonski - composizione
- 2007: Bouncing Balls, film di Jordan Feldman - composizione
- 2009: Veilhan Versailles, film di Jordan Feldman - composizione
- 2010: Notre jour viendra, film di Romain Gavras - pianoforte
- 2011: A Day in The Life of Hank Skinner, film di Jordan Feldman - composizione
- 2011: La Délicatesse, film di David Foenkinos - pianoforte
- 2011: The Incident, film di Alexandre Courtes - composizione
- 2012: Dark Touch, film di Marina de Van - composizione
- 2015: Lamb, film di Yared Zeleke - composizione